# Georg Tessin
Pour les articles homonymes, voir Tessin.
Georg Friedrich Ludwig Max August Tessin (né le 16 juin 1899 à Rostock et mort le 18 octobre 1985 à Coblence) est un historien et archiviste militaire allemand qui a fait des recherches en particulier sur des sujets militaires.

## Biographie

### Origine et carrière jusqu'en 1933
Georg Tessin est le fils de l'enseignant du secondaire Georg Tessin et de sa femme Hermine, née Reinecke, qui a étudié à l'école normale de Wolfenbüttel et travaillé comme éducateur et enseignant. Son père est le fils d'un locataire héréditaire sur le domaine de Steinhagen entre Rostock et Wismar ; sa mère est issue d'une petite famille d'agriculteurs de la Magdeburg Börde. Selon les mémoires non publiées de Tessin, qui se trouvent dans les Archives principales d'État de Schwerin (de) et ont été évaluées par l'historien et archiviste local Matthias Manke, le passe-temps favori de Georg Tessin et de ses deux jeunes frères lorsqu'ils étaient enfants est « l'essentiel […] jouer aux soldats ». . Encore et encore une proximité avec tout ce qui est militaire depuis l'enfance peut être vue dans ces souvenirs. L'anniversaire de l'Empereur (de), le Sedantag, l'attribution du nom de "Empereur Guillaume" au 90e régiment de fusiliers (de) ou le cantonnement pour les manœuvres laissent des impressions formatrices. Tessin vit comme particulièrement enrichissant le regroupement d'enfants "qui veulent pratiquer ce jeu de soldats non seulement pendant les vacances, mais aussi à la maison et pendant les heures d'école"
Bien que Tessin ne puisse marcher que difficilement en raison d'orteils estropiés et de fémurs opérés à plusieurs reprises, il est sélectionné par l'armée comme apte au service. Après avoir passé son baccalauréat dans sa ville natale en 1917, il est appelé le jour de ses 18 ans et participe à la Première Guerre mondiale en tant qu'aiguilleur du ciel après avoir suivi une formation de base. Après la guerre, il adhère avec son père au Parti populaire allemand (DVP), car, selon Tessin dans ses mémoires, il en a assez de voir à quel point les gauchistes espèrent que "la marée rouge arrive" et, comme son père, il en a "assez de cette démocratie". De 1917 à 1922, il étudie d'abord le latin, le grec et l'histoire à l'Université de Rostock, puis il est passé des deux langues anciennes à la géographie et à l'économie politique. Il met l'accent sur l'histoire en suivant les cours d'Hermann Reincke-Bloch (de). Pendant ses études, Tessin devient membre de la fraternité Redaria Rostock en 1919. Ses membres s'engagent en bloc, à sa demande du 6 janvier 1920, dans un régiment local de volontaires contractuels qui participe au putsch de Kapp et est utilisé à partir du 13 mars 1920 pour sécuriser la ville de Rostock, évacuée par la Reichswehr. En 1922, Tessin obtient son doctorat avec une thèse intitulée Geschichte des mecklenburgischen Militärwesens 1648-1718. Il s'est lui-même imposé le sujet avec l'accord de Reincke-Bloch, qui ne peut cependant pas superviser l'étude jusqu'à son terme, de sorte qu'elle est achevée par son successeur, Hans Spangenberg (de).
Après son doctorat, Tessin devient comptable des salaires à Neptun Werft (de) à Rostock, et l'année suivante il est statisticien chez DERUTA (société germano-russe de transport et de stockage) à Hambourg ; il est rapidement nommé directeur général du service voyages de cette filiale HAPAG et participe lui-même à plusieurs voyages en Union soviétique. En 1926, il épouse sa femme Vera. Après la dissolution de DERUTA, il prend la tête de l'agence de voyages HAPAG à Hambourg. De 1929 à 1932, il occupe le même poste à Magdebourg. Le bureau devant être fermé, il demande à être admis au service préparatoire de l'Institut prussien d'archivistique (de) de Berlin-Dahlem. Une lettre de recommandation de son directeur de thèse Hans Spangenberg au directeur général de l'administration des archives prussiennes contribue au succès de la candidature. Tessin complète le service préparatoire par une thèse sur l'archivage en Amérique latine.

### Temps du national-socialisme

#### Archiviste
En 1933, Tessin devient archiviste aux Archives secrètes et principales de Schwerin (de). À ce stade, selon l'enquête de Matthias Manke, il est déjà membre du NSDAP. Il a déjà rejoint la SA au printemps 1932, alors qu'il ne rejoint le parti que plus tard en 1932 en raison d'une interdiction d'adhésion à court terme.
La procédure d'embauche est compliquée : après que Tessin ait déjà travaillé pendant un mois sans solde dans les archives secrètes et principales pendant les vacances d'été de 1932, il y postule en 1933. Cependant, comme ce poste de conseil d'archives est proposé par le ministère des Finances du Mecklembourg pour l'épargne et est donc au moins temporairement bloqué, Tessin se tourne vers le ministre de l'Éducation de l'époque et plus tard ministre d'État Friedrich Scharf (de), qui est son «frère fédéral» en tant que membre de la fraternité Redaria à Rostock. Scharf charge son conseiller Reinhold Lobedanz (de) d'autoriser Tessin à effectuer un semestre de pratique à partir du 2 mai 1933, tout d'abord sans rémunération, ce que le directeur des archives de Schwerin, Friedrich Stuhr, juge impossible pour le "membre de l'une des plus anciennes administrations de l'État", car Tessin est désormais "tributaire de l'argent de l'office du travail". À partir de novembre 1933, il obtient alors le poste provisoire de 2e conseiller aux archives avec une rémunération correspondante et le 21 mars 1934, il est promu conseiller aux archives d'État.

#### Recherches sur les agriculteurs
Dans ses mémoires, Tessin décrit le 1er mai 1933 comme son premier jour de travail aux archives, au cours duquel il participe avec ses collègues des archives d'État à la manifestation du 1er mai "en uniforme SA, en rang et en bataille". Dans le cadre de ses activités archivistiques, Tessin travaille principalement sur l'histoire militaire du Mecklembourg et sur la recherche régionale sur les paysans. Dans le cadre de ses recherches, il parvient d'une part à prouver objectivement, sources à l'appui, que la chevalerie a tué des paysans, une pratique jusqu'alors plutôt taboue. D'autre part, ces recherches sont clairement dirigées contre les grands propriétaires terriens du Mecklembourg.
Dans ses publications historiographiques, Tessin soutient en outre le national-socialisme en soulignant que "seul l'État national-socialiste peut réparer les dommages de l'époque passée à partir d'une toute autre conception de l'individu et de l'ensemble du peuple, à partir d'une vision instinctivement sûre de la solidarité entre le peuple et le sol par la loi sur la Cour suprême du Reich (de). [...] L'État national-socialiste brise toute résistance pour le bien du peuple allemand. [...] La colonisation progresse. Le Mecklembourg doit redevenir un pays de paysans, [...] mais le paysan allemand marche tant qu'il y a encore un peuple allemand". C'est dans cet esprit que Tessin publie également des articles sur des thèmes liés à l'histoire des paysans dans le "Kampfblatt der NSDAP Mecklenburg", le Niederdeutscher Beobachter.

#### Engagement envers l'historiographie et la Seconde Guerre mondiale
Dans diverses conférences, vers 1936 devant l'Association d'histoire du Mecklembourg, Tessin fait l'éloge d'Adolf Hitler. C'est lui qui réussit à créer une armée permanente puissante "sur une base raciale et ethnique", de sorte que l'on peut dire que "c'est au Führer et à ses fidèles, et à personne d'autre, que l'Allemagne doit son armée". Tessin est considéré comme un confident, un "historien de la maison et de la cour" du chef de district du NSDAP dans le Mecklembourg, Friedrich Hildebrandt, qui veille à ce que Tessin et sa femme se voient attribuer en 1935 un terrain à bâtir dans un lotissement destiné à des nationaux-socialistes méritants et choisis par la direction du district, mais qui reste juridiquement dans le patrimoine du NSDAP grâce à une annotation de cession.
À plusieurs reprises, Tessin rédige des textes au nom et à la demande du Gauleiter pour des événements internes au parti. C'est ainsi que Matthias Manke trouve le manuscrit Mecklenburger bauten am Reich (Les Mecklembourgeois construisent l'Empire) dans les archives principales d'État de Schwerin, dans les papiers laissés par Tessin. Sous le nom de Hildebrandt, ce texte est publié en 1938 dans un recueil avec le sous-titre Aus einer dem Führer zum Geburtstag 1937 vom Gauleiter Friedrich Hildebrandt überreichten Mappe. Tessin y écrit, à propos de Wilhelm Gustloff, originaire de Schwerin, que celui-ci, en tant que chef de groupe national du NSDAP en Suisse, a été "exposé à toute la haine d'une meute de journaux juifs" et que, lors de l'attentat perpétré en 1936 par David Frankfurter, il a été "abattu par l'adversaire le plus acharné, le Juif lui-même" : "Pour la première fois, c'est le Juif lui-même qui a tiré, et non un camarade du peuple allemand séduit. Le judaïsme mondial commence à jeter le masque dans sa lutte contre l'adversaire le plus déterminé qu'il ne trouvera jamais"
Après le début de la Seconde Guerre mondiale, Tessin retourne au service des transmissions aériennes, où il reste jusqu'à la fin de la guerre, en dernier lieu en tant que capitaine (Kr.O.) dans un régiment de renseignements aériens dans une position de radiogoniométrie. À la fin de la guerre, il est brièvement fait prisonnier par les Britanniques à Hambourg, mais peut bientôt rejoindre sa famille à Schwerin, dont la maison, comme toutes les maisons de la cité Gauamtsleiters, est réquisitionnée par les forces d'occupation soviétiques début juillet 1945, si bien que la famille est provisoirement logée.

### Après-guerre

#### Licenciement, détention et (ré)emploi
Le 22 août 1945, parmi les 15 employés des archives principales de Schwerin, les quatre archivistes entrés au NSDAP en 1932 et 1933, dont Tessin, sont licenciés "avec effet immédiat". Peu de temps après, il est arrêté par le NKVD et emprisonné pendant trois ans, principalement dans le camp NKVD de Neubrandenburg n ° 9 Fünfeichen, où les autorités allemandes supposant encore en août 1948, selon une demande du Office d'État des séquestres et des saisies au conseil municipal de Schwerin, qu'il a été "transféré en Russie"
En 1948, Tessin est libéré de ce camp spécial et s'enfuit via Berlin vers Lübeck, la patrie de sa femme. Après avoir définitivement perdu la maison confisquée à Schwerin en 1948 par expropriation formelle, la famille y élit également domicile. Tessin est d'abord au chômage, puis prend un emploi d'ouvrier agricole. En 1949, il devient conseiller en matière d'horaires auprès de l'office du tourisme de Nordmark, puis peu après chef de l'office du tourisme de Schleswig.
En 1954, Tessin réintègre le service des archives et est employé au dépôt d'archives d'État de Göttingen (de), aux Archives d'État de Wolfenbüttel (de) et enfin aux Archives fédérales-Archives militaires créées en 1955. Son recrutement en tant que conseiller aux archives est encouragé en premier lieu par le directeur des Archives fédérales de l'époque, Georg Winter (de), qui souligne que Tessin est le seul archiviste titulaire d'un doctorat en histoire militaire et qu'il est donc fait pour ce poste. Tessin bénéficie du fait qu'il a été classé comme "suiveur" par le tribunal de Lübeck. Lors de sa candidature à Bonn en 1954, il compense son adhésion précoce au NSDAP par l'emprisonnement de trois ans dans un camp afin d'obtenir un poste aux Archives fédérales.

#### Contributions aux sciences auxiliaires historiques aux Archives fédérales et travaux ultérieurs
Dans les Archives fédérales-Archives militaires, créées en 1955, le Tessin créé une documentation complète basée sur l'aperçu des postes de terrain des soldats allemands qui y sont stockés pour la période 1939-1945 et les listes de photos de personnes disparues publiées par le service de recherches de la Croix-Rouge allemande, selon Brünn Meyer "pour clarifier les zones de déploiement de nombreuses unités de troupes plus petites". Formations, associations et troupes allemandes de la Seconde Guerre mondiale, qui est publié en 17 volumes à partir de 1966 (deux ans après sa retraite en tant que surintendant des archives de l'État) sous le titre Verbände und Truppen der deutschen Wehrmacht und Waffen-SS im Zweiten Weltkrieg. Dans son étude de la vie et de l'œuvre de Georg Tessin, Matthias Manke juge que les informations compilées par Tessin dans ses différents volumes sont pertinentes en tant que données scientifiques auxiliaires, car ces "listes d'associations [seraient] considérées par les historiens militaires comme un précieux une aide et, à cet égard, un travail louable ».
En 1973, Tessin reçoit le prix de la culture mecklembourgeoise (de) de l'Association patriotique de Mecklembourg (de). À sa retraite, il entreprend un récit de l'histoire de la formation de tous les régiments européens de l'Ancien Régime. Malgré une cécité progressive, il continue à y travailler avec l'aide de sa femme et d'une secrétaire jusqu'à un âge avancé.

#### Réception dans une publication commémorative à l'occasion du 80e anniversaire
En 1979, à l'occasion du 80e anniversaire de Tessin, la Fondation du Mecklembourg publie un ouvrage commémoratif intitulé Aus tausend Jahren mecklenburgischer Geschichte (Mille ans d'histoire du Mecklembourg), qui lui est dédié en raison de ses mérites dans le domaine de l'histoire régionale. Le volume contient dix essais d'historiens et d'archivistes, avec Walther Hubatsch et Niklot Klüßendorf (de) étant les auteurs les plus connus, sur l'histoire du Mecklembourg.
Ces contributions n'abordent toutefois pas le contenu des recherches du Tessin ou leur réception. Seules trois contributions mentionnent Tessin de manière plutôt marginale : d'abord dans l'article de Niklot Klüßendorf sur Carl Friedrich Evers (de), qui contient une révérence polie au jubilaire "auquel la présente publication commémorative est dédiée" et qui devient quasiment, même si c'est des générations plus tard, un collègue spirituel d'Evers aux archives de Schwerin ; puis dans la présentation d'Otto Witte de la science historique à l'université de Rostock, dans laquelle Tessin est désigné comme l'un des neuf élèves les plus connus de Hans Spangenberg et sa thèse de doctorat est mentionnée ; enfin dans la contribution de Dietrich Kausche (de) aux Mecklenburgische Archivalien, où il souligne que Tessin, entre autres, travaille sur les archives de l'armée allemande. Le contenu de la collection d'affaires militaires, dont il s'occupe au début de la guerre, est notamment mis en valeur dans les années 1950
En fin de volume est publiée une bibliographie complète des écrits de Tessin, établie par Vera, l'épouse de Tessin, et Carl Meltz. Celle-ci contient, y compris les petits essais, 50 titres numérotés, parfois encore divisés en d'autres titres, dont neuf publications avec la mention de source In: NB, sans mentionner la fonction de l' observateur du bas allemand ainsi abrégé en tant que journal de combat du NSDAP Mecklenburg.

## Publications (sélection)
- Die Geschichte des mecklenburgischen Militärwesens 1648–1718. Dissertation. Universität Rostock 1922. [1966 publiziert unter dem Titel] Mecklenburgisches Militär in Türken- und Franzosenkriegen. Böhlau, Köln/Graz 1966.
- Der mecklenburgische Bauer, seine Geschichte und sein Recht. Dans: Mecklenburg. Zeitschrift des Heimatbundes Mecklenburg. Jg. 29, 1934, S. 65–70 u. 97–103.
- Bauernlegung in Mecklenburg. Ein Beitrag zur Entstehung des Landarbeiterstandes. Dans: Niederdeutscher Beobachter. Kampfblatt der NSDAP Mecklenburg. Schwerin 1934, Nr. 105 u. 106.
- Ritter und Bauer in Mecklenburg. Die Tendenzschrift des H. J. von Gadow im Lichte der Wissenschaft. In: Niederdeutscher Beobachter. Kampfblatt der NSDAP Mecklenburg. Schwerin 1935, Nr. 248.
- Mecklenburgs Soldaten 1648–1718. Ein Beitrag zur Entwicklung des stehenden Heeres. In: Nachrichten aus dem Wehrkreis II. 1936 (Mai), p. 46–48.
- Mecklenburgs Soldaten 1718–1806. Ein Beitrag zur Entwicklung des stehenden Heeres. In: Nachrichten aus dem II. Korps. 1937 (Dezember), p. 145–149.
- Mecklenburgische Bauernlisten des 15. und 16. Jahrhunderts. Hrsg. von der Urkundenkommission des Vereins für mecklenburgische Geschichte und Altertumskunde unter Leitung von Friedrich Stuhr. Bärensprung, Schwerin 1937 ff.
Vol. 1: Das Amt Boizenburg. 1937.
Vol. 2: Das Amt Bukow mit dem Lande Poel. 1938.
- Das Archivwesen Ibero-Amerikas. In: Archivalische Zeitschrift. Vol. 45, Dezember 1939, p. 239–289.
- Wert und Größe mecklenburgischer Rittergüter zu Beginn des Dreißigjährigen Krieges. Dans: Zeitschrift für Agrargeschichte und Agrarsoziologie (de). Jg. 3, 1955, Heft 2, p. 145–156.
- (Zusammen mit Hans-Joachim Neufeldt u. Jürgen Huck) Zur Geschichte der Ordnungspolizei 1936–1945. (= Schriften des Bundesarchivs; 3). Bundesarchiv Koblenz 1957 (darin Teil II: Die Stäbe und Truppeneinheiten der Ordnungspolizei).
- Formationsgeschichte der Wehrmacht 1933–1939. Stäbe und Truppenteile des Heeres und der Luftwaffe (= Schriften des Bundesarchivs; 7). Boldt, Boppard am Rhein 1959.
  - (Erweitert zu) Deutsche Truppen und Verbände 1919–1939. Biblio, Osnabrück 1974,  (ISBN 3-7648-1000-9).
- Die deutschen Regimenter der Krone Schweden 1645–1718. 2 Bde. Böhlau, Köln – Graz 1965 und 1967.
- Verbände und Truppen der deutschen Wehrmacht und Waffen-SS im Zweiten Weltkrieg. 17 Bde. Biblio, Bissendorf 1966 ff.,  (ISBN 3-7648-0941-8). (Digitalisierte Version online beim Bundesarchiv)
- Die Regimenter der europäischen Staaten im Ancien régime des XVI. bis XVIII. Jahrhunderts. 3 Bde. Biblio, Osnabrück 1986, 1993 und 1995,  (ISBN 3-7648-1763-1).